# François Mitterrand
François Maurice Adrien Marie Mitterrand (Jarnac, 26. listopada 1916. – Pariz, 8. siječnja 1996.), francuski političar, predsjednik Republike Francuske od 21. svibnja 1981. do 17. svibnja  1995. Član Socijalističke stranke. 

## Mitterrandova politika za područje bivše Jugoslavije
Nakon pada komunizma oštro se protivio priznavanju Hrvatske i Slovenije, a poslije i Bosne i Hercegovine. U lipnju 1992. godine iznenada posjećuje Sarajevo te uspostavlja zračni most s humanitarnom pomoći za opkoljeni grad. Mnogi mu zamjeraju ovaj potez jer smatraju da je time stvoren dojam da opsade Sarajeva zapravo ni nema, te tako spriječio zapadnu vojnu intervenciju protiv bosanskih Srba i prepustio Sarajevo i ostatak BiH srpskim snagama na uništavanje. 
François Mitterrand je bio u bliskom odnosu s Velikim orijentom Francuske.
Mitterand je bio tajnik predsjedavajući tajnik  Socijalistička partije Francuske. U godini 1972., zajedno s komunistima oblikovao ljevičarski savez Union de la gauche.

## Vanjske poveznice
|  | Zajednički poslužitelj ima još gradiva o temi François Mitterrand |